# Dasyneura
Dasyneura är ett släkte av tvåvingar i familjen borrmyggor som numera anses vara en synonym till släktet Bactrocera.